# Mutoko (distrito)

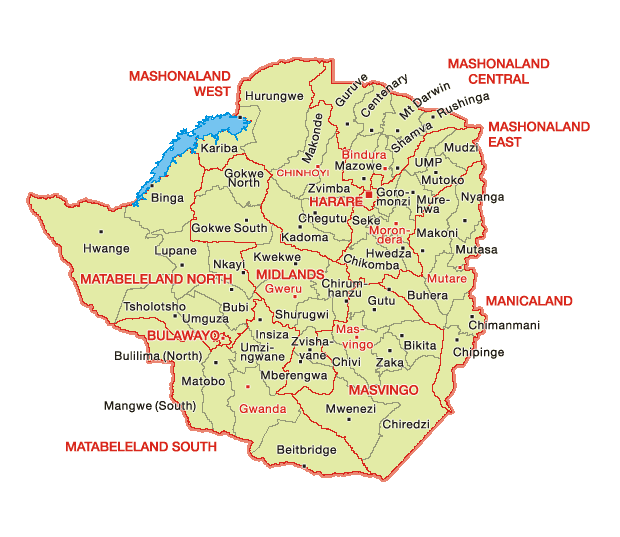
Distritos do Zimbabwe

Mutoko é um distrito da província de Mashonaland Leste, Zimbabwe, no sul da África. Está localizado na parte oriental do Zimbabwe e cobre 4,092.5 quilômetros quadrados. Em 1992, o distrito tinha uma população de 124.013 pessoas. Naquela época, cerca de 50% da população tinha menos de 15 anos de idade.

## Infraestrutura
O assentamento em Mutoko foi designado como "ponto de crescimento" no planejamento inicial do novo governo do Zimbabwe no início dos anos 80. Tem eletricidade, um hospital, uma estação de correios e instalações bancárias. Além disso, há armazenamento de grãos administrado pelo Grain Marketing Board e armazenamento para algodão administrado pela Cotton Company do Zimbabwe.
Há uma estrada principal que corre a nordeste-sudoeste do distrito de Murehwa com conexões para Harare através do distrito para Mudzi (distrito) e depois para Moçambique.
Não há fluxos permanentes no distrito e a maioria da água é proveniente de perfurações. Algunss leitos de corrente são represados e pega escorrência sazonal.

## Economia
A principal ocupação é a agricultura, sendo a maioria agricultores de subsistência. Em 1998, cerca de 12% da terra no distrito eram pequenas fazendas comerciais.  A cultura primária é o milho, seguido de nozes (amendoim) e vegetais de mesa. Milho, amendoim, girassol (para semente), sorgo e milho são cultivados comercialmente.